# Ларссон, Себастиан
Бенгт Ульф Себастиан Ларссон (швед. Bengt Ulf Sebastian Larsson; 6 июня 1985, Эскильстуна, Швеция) — шведский футболист и тренер, полузащитник. Выступал за сборную Швеции.

## Спортивная карьера

### Клубная карьера

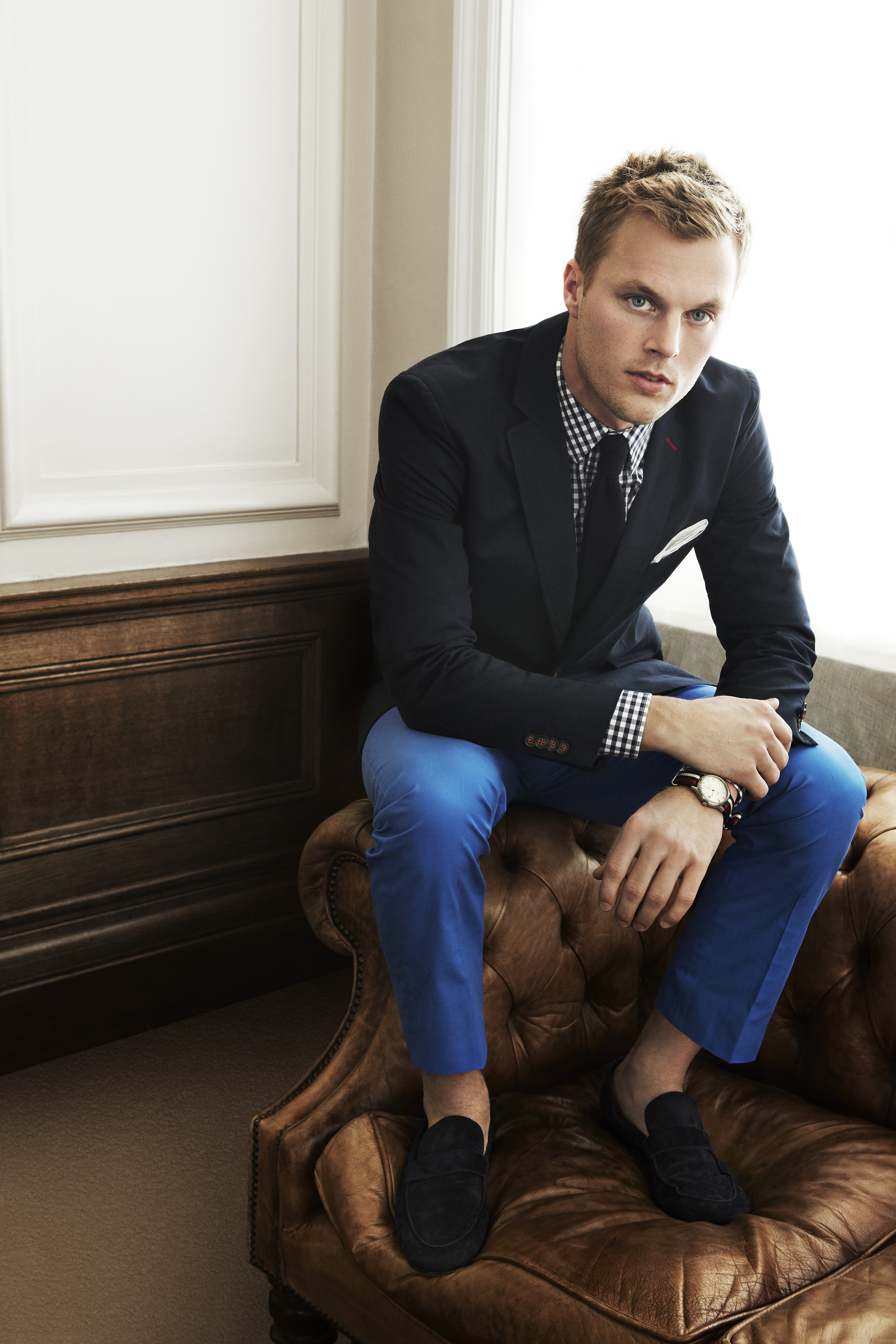
Ларссон в 2012 году

В 2001 году в возрасте 16 лет перешёл в лондонский «Арсенал», где вплоть до 2004 года играл за молодёжную команду клуба, а 27 октября 2004 года, в игре против «Манчестер Сити», впервые появился на поле в составе главной команды в официальном матче. В августе 2006 года был взят командой «Бирмингем Сити» в аренду, сроком на один сезон, с правом выкупа. Этим правом клуб воспользовался в конце января 2007 года, выкупив трансфер Себастиана Ларссона за 1 млн фунтов и заключив с ним четырёхлетний контракт. Запомнился голом в ворота «Шеффилд Уэнсдей» в предпоследнем туре чемпионата. В сезоне 2007/08 обычно играл на позиции правого полузащитника, забил 6 мячей и отдал 5 голевых передач, но это не помогло «Бирмингему» остаться в Премьер-лиге. В сезоне 2008/09 стал лучшим ассистентом своей команды с 6-ю голевыми передачами, несколько матчей отыграл на правом фланге защиты. В декабре 2009 года хотел переподписать контракт с клубом из Бирмингема, но в итоге этого не произошло, и летом 2011 года швед покинул команду, которая по итогам сезона вылетела из английской премьер-лиги.
1 июля 2011 подписал трехлетний контракт с «Сандерлендом». Себастиан Ларсон несколько раз отличался красивыми и важными голами со штрафных ударов, зачастую внося существенный вклад в сохранении места «Сандерленда» в Премьер-лиге. 9 августа 2017 года Ларссон, находившийся в статусе свободного агента, заключил однолетнее соглашение с «Халл Сити».
В 2018 году Ларссон перешел в АИК на правах свободного агента. 29 ноября 2018 года на шестой добавленной минуте к основному времени матча он забил со штрафного важный гол в домашней игре АИК — «Мальмё» (счет 1:1),

### Карьера в сборной
В феврале 2008 года дебютировал в основном составе национальной сборной Швеции в товарищеском матче со сборной Турции. Первый мяч за сборную забил в своей 29-й игре 28 марта 2011 года в ворота сборной Молдавии в отборочном матче чемпионата Европы 2012 года. 19 июня 2012 года в Киеве забил один из двух мячей сборной Швеции в ворота Франции (2:0) на чемпионате Европы.
Участник четырёх чемпионатов Европы (2008, 2012, 2016, 2020) и чемпионата мира 2018 года. На чемпионате Европы 2020 года занимал четвёртое место среди всех участников по количеству матчей за сборную, уступая только Криштиану Роналду, Луке Модричу и Жуану Моутинью.
Входит в пятёрку лидеров в истории сборной Швеции по количеству сыгранных матчей и в сотню лидеров среди футболистов всех национальных сборных.

#### Голы за сборную
| №  | Дата            | Соперник   | Счёт матча | Результат | Тип матча |
| -- | --------------- | ---------- | ---------- | --------- | --------- |
| 1. | 29 марта 2011   | Молдова    | 2:0        | 2:1       | ОЧЕ-2012  |
| 2. | 7 октября 2011  | Финляндия  | 1:0        | 2:1       | ОЧЕ-2012  |
| 3. | 11 октября 2011 | Нидерланды | 2:2        | 3:2       | ОЧЕ-2012  |
| 4. | 29 февраля 2012 | Хорватия   | 2:1        | 3:1       | ТМ        |
| 5. | 29 февраля 2012 | Хорватия   | 3:1        | 3:1       | ТМ        |
| 6. | 19 июня 2012    | Франция    | 2:0        | 2:0       | ЕВРО-2012 |

## Достижения
«Бирмингем Сити»
- Обладатель Кубка Футбольной лиги: 2010/11